# SS Europa (1930)
El SS Europa fue un transatlántico construido por los astilleros de Blohm & Voss de Hamburgo (Alemania), entre 1927 y 1930. Se convirtió en uno de los buques más modernos del periodo de entreguerras. Navegó bajo bandera alemana para la naviera Norddeutscher Lloyd desde 1930 hasta 1939, año en que fue requisado por la Kriegsmarine. Tras permanecer casi inactivo durante la Segunda Guerra Mundial, fue requisado por el bando aliado, usándose para el retorno de las tropas estadounidenses con el nombre de USS Europa. En 1946 fue transferido a Francia como reparación de guerra. Rebautizado como SS Liberté, sirvió como buque de pasajeros hasta su desguace en 1962.
El Europa era el barco gemelo del Bremen, y ambos compitieron durante su carrera por la preciada Banda Azul, el galardón que premiaba la travesía transatlántica más rápida. A diferencia del Bremen, destruido en 1942, el Europa estuvo prácticamente 32 años en activo.

## Historia

### Inicios

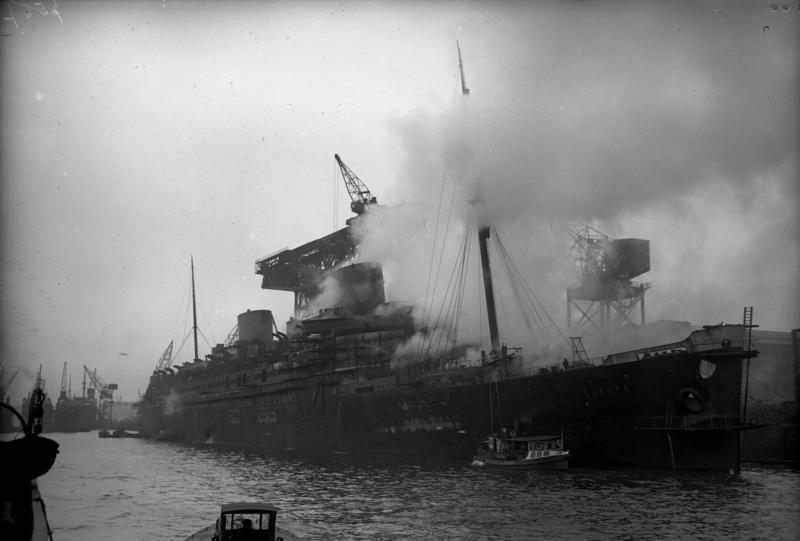
El SS Europa en llamas durante su acondicionamiento, 26 de marzo de 1929.

La historia del SS Europa está íntimamente ligada a la de su buque gemelo, el SS Bremen. La construcción del Europa fue ordenada, por encargo de la Norddeutscher Lloyd, en 1927 a los famosos astilleros de Blohm & Voss, en Hamburgo —los mismos en donde se construiría el acorazado Bismarck—, y fue botado al mar el 1 de agosto de 1928. Mientras tanto, su buque hermano, el Bremen, se construía simultáneamente en los astilleros Deutsche Schiff- und Maschinenbau y fue botado el 2 de agosto del mismo año, un día después que el Europa.
Cuando se habían completado los interiores y estaba preparándose para su viaje inaugural junto al Bremen, el 26 de marzo de 1929 sufrió un siniestro de origen nunca aclarado que dañó significativamente al buque a tal punto que se pensó en desguazarlo, ya que sus turbinas resultaron dañadas así como parte de la superestructura. Sin embargo, la NDL después de estudiar los costes decidió finalmente repararlo. El Europa tuvo una segunda botadura el 22 de febrero de 1930.

### Banda Azul
El 19 de marzo de 1930, el Europa realizó su viaje inaugural desde Bremerhaven a Nueva York en tan sólo 4 días, 17 horas y 16 minutos a una velocidad promedio de 27,91 nudos. De este modo, le arrebató la Banda Azul —en sentido Oeste— al Bremen. Durante su viaje inaugural, muchos pasajeros se quejaron por la carbonilla y el humo procedente de las bajas chimeneas del Europa. El problema fue corregido elevando la altura de las chimeneas unos 5 metros, aunque esto aumentaba el perfil del barco. Después de esta modificación, no hubo más quejas por parte de los pasajeros.
El 6 de julio de 1933 el Bremen recuperó el récord con un tiempo de 4 días, 16 horas y 48 minutos, a una velocidad media de 27,92 nudos. En sentido Este, sin embargo, el Europa nunca logró superar a su gemelo.
El Europa se diferenciaba de su gemelo en algunos detalles técnicos como la velocidad, que era 0,6 nudos más baja a pesar de poseer una potencia similar. Tenía una eslora 2,6 m menor que la del Bremen, y su desplazamiento a plena carga era también 114 toneladas inferior.
Al igual que el Bremen, el Europa tuvo un hidroavión catapultable modelo Heinkel He 12, que se lanzaba desde una catapulta de manejo complejo ubicada entre sus chimeneas. Más tarde fue retirado, al igual que en su gemelo, pero la experiencia sirvió como prototipo para futuras embarcaciones militares.

### Segunda Guerra Mundial

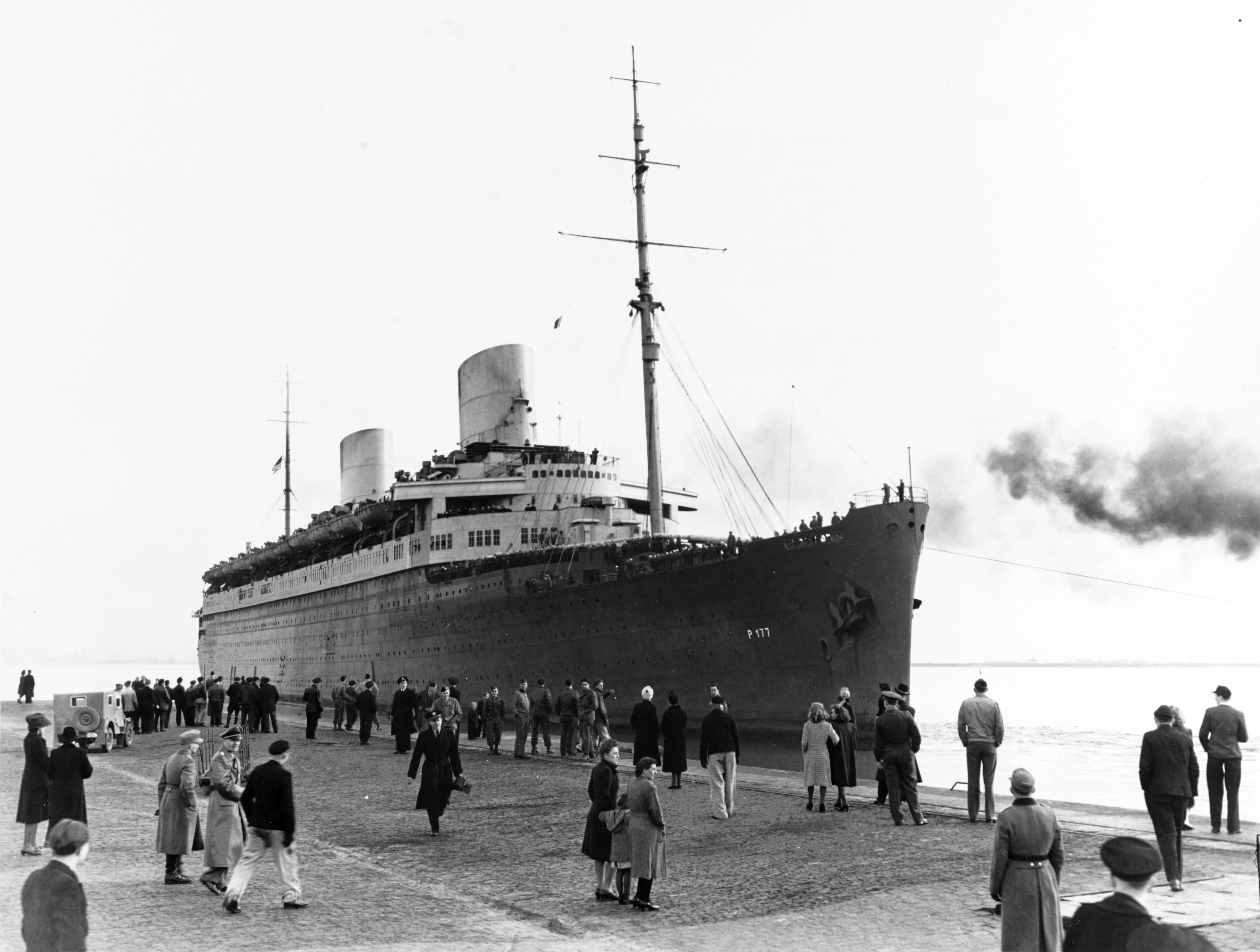
El USS Europa atracando en el puerto de Bremerhaven el 24 de marzo de 1946, al final de su último viaje como transporte de tropas de la US Navy.

El Europa sirvió para la NDL desde 1930 hasta 1939, año en que fue requisado por el Alto Mando Naval de la Alemania Nazi y convertido en transporte de tropas.
Una vez transformado en buque de apoyo, al igual que el Bremen, permaneció más de un año inactivo hasta 1940, cuando fue adaptado como buque rápido para transporte de tropas de asalto para la Operación León Marino, operación que fue cancelada debido a la incapacidad de la Luftwaffe de conquistar los cielos ingleses.
Entonces el Alto Mando alemán consideró transformarlo en portaaviones, pero debido a serios problemas de inestabilidad calculados, los planes fueron cancelados permaneciendo en puerto como un buque-taller hasta el fin de la guerra.
El 8 de mayo de 1945, fue capturado indemne en el puerto por los estadounidenses y renombrado como USS Europa. Se usó para repatriar a soldados estadounidenses hasta el 2 de mayo de 1946, momento en que fue retirado debido a fallos estructurales en su casco y pasó a la reserva.

### SSLiberté

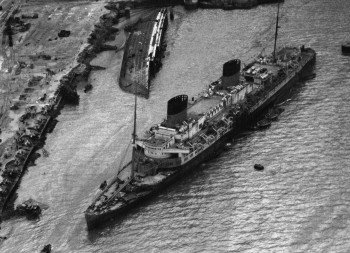
El Europa junto al semihundido SS Paris en 1946.

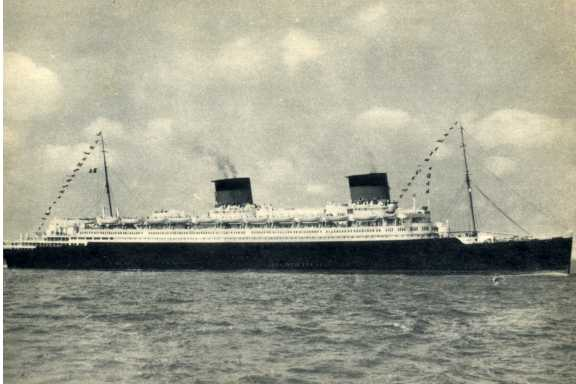
El SS Liberté.

El 8 de junio de 1946, el USS Europa pasó a pertenecer a Francia como compensación de guerra. La Compagnie Générale Transatlantique se hizo con la propiedad del buque y lo trasladó a El Havre con el objetivo de realizar reparaciones.
En diciembre de 1946, el Europa se soltó de sus amarres en el puerto de El Havre debido a una tormenta, y tuvo un choque accidental con el SS Paris, quedando semihundido en aguas someras.
Fue reflotado en 1947, reacondicionado en 1950 y rebautizado como SS Liberté, sirviendo hasta 1962, año en que fue desguazado después de 11 años de servicio ininterrumpido.

## Pasajeros famosos
El SS Europa tuvo como pasajeros famosos a la cineasta Leni Riefenstahl en 1938, al empresario del acero Charles M. Schwab y al magnate periodístico William Randolph Hearst en 1931.

## Galería

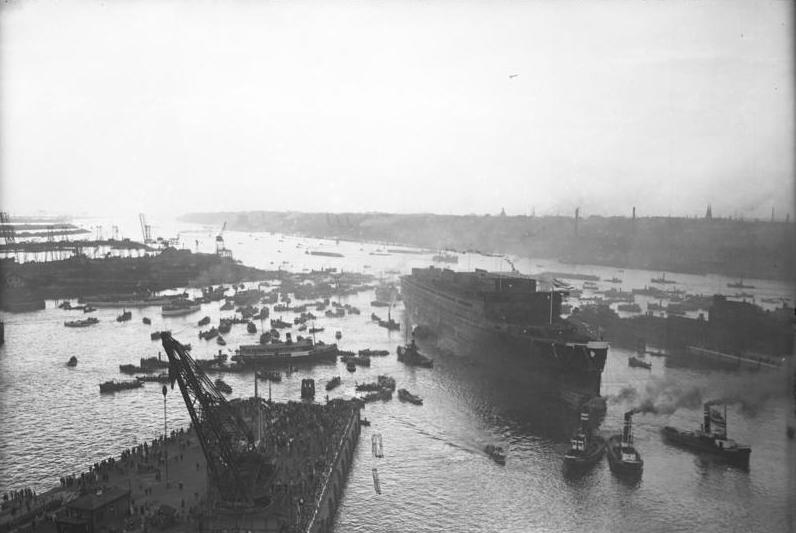
El buque, durante su construcción, en 1928.
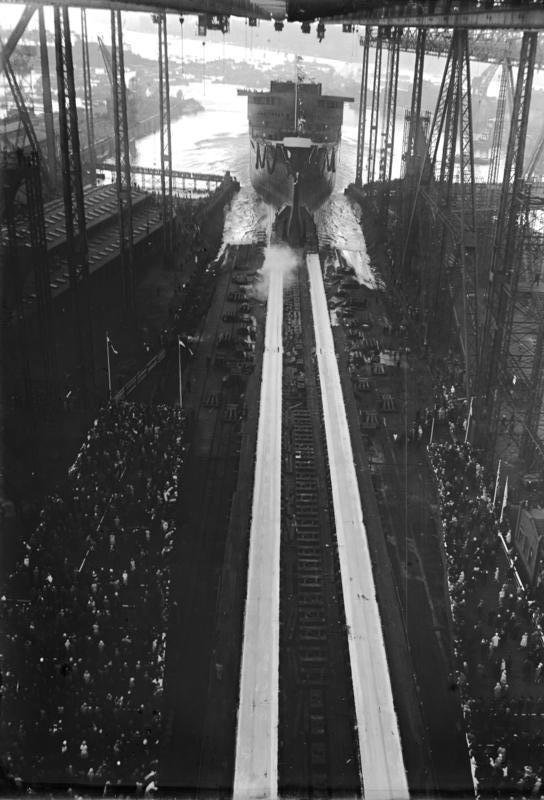
Botadura del Europa, 1 de agosto de 1928.
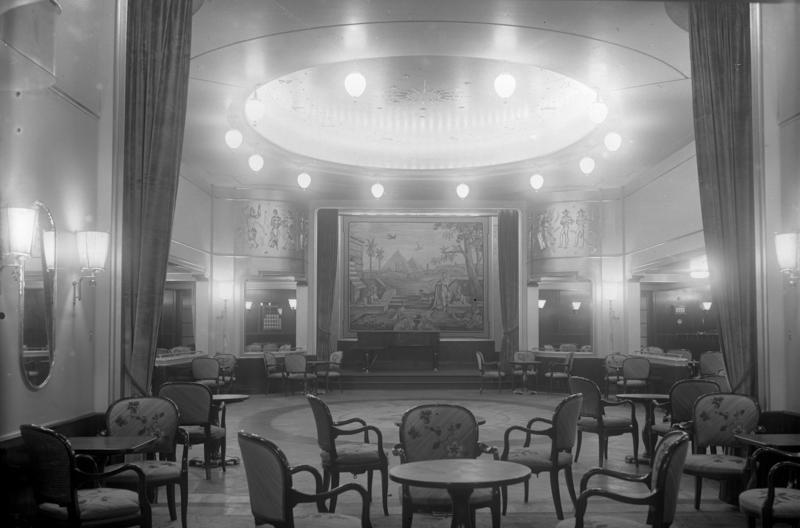
Vista de los salones.
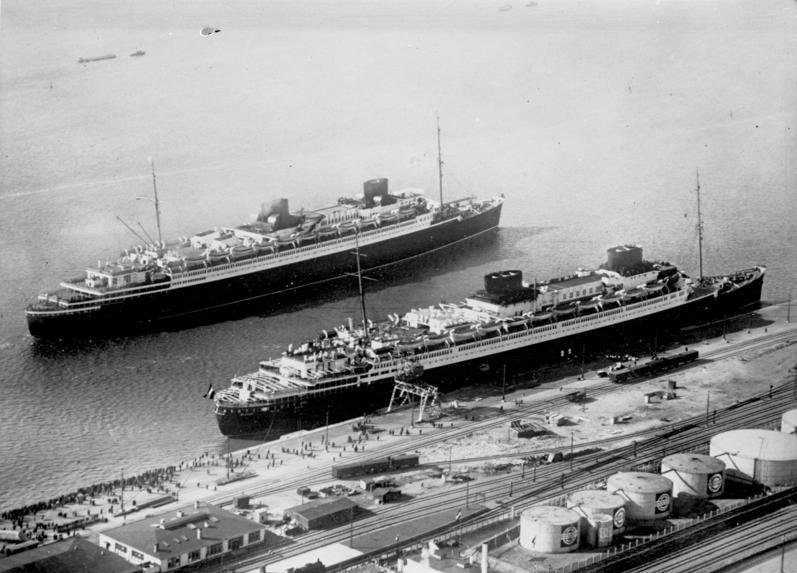
Los buques gemelos Europa y Bremen.
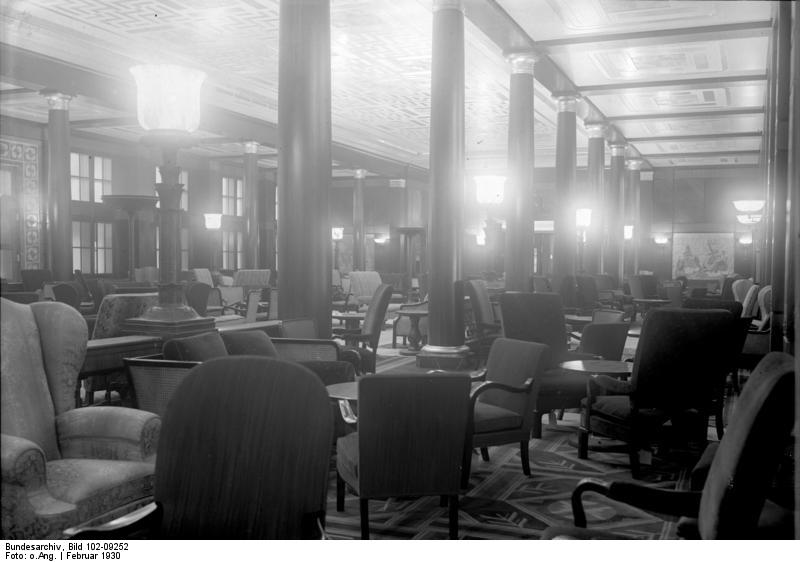
Salón de fumadores de primera clase.